# Doanca
Doanca – wieś w Rumunii, w okręgu Aluta, w gminie Tia Mare. W 2011 roku liczyła 1316 mieszkańców. 